# Gmina Redzikowo
Die Gmina Redzikowo (bis Dezember 2023 Gmina wiejska Słupsk) ist eine Landgemeinde in Polen und liegt im Powiat Słupski in der Woiwodschaft Pommern. Namensgebend ist der Ort Redzikowo (deutsch Reitz). Die Einwohnerzahl beläuft sich auf 18.528 (31. Dezember 2020), und die Gemeindefläche umfasst bei 260,58 km² etwa 11 Prozent der Fläche des gesamten Landkreises. Der Sitz der Gemeinde und des Kreises befindet sich in der Stadt Słupsk (Stolp), die als kreisfreie Stadt beiden Institutionen nicht angehört.
In der Gemeinde liegen die Flugplätze Słupsk-Redzikowo und Słupsk-Krępa (ICAO-Code: EPSK) sowie der ehemalige Luftschiffhafen Seddin.

## Nachbargemeinden
Nachbargemeinden der Landgemeinde Redzikowo sind: Damnica (Hebrondamnitz), Dębnica Kaszubska (Rathsdamnitz), Główczyce (Glowitz), Kobylnica (Kublitz), Postomino (Pustamin), Słupsk (Stolp), Smołdzino (Schmolsin) und die Landgemeinde Ustka (Stolpmünde).
Das Umland zählt zum sogenannten Karierten Land des ehemaligen Regierungsbezirks Köslin, in dem Fachwerkbauernhäuser mit schwarz geteerten Holzbalken und weiß getünchten Lehmwänden das Landschaftsbild prägen. Repräsentativ ist diesbezüglich insbesondere das Dorf Swołowo (Schwolow), 15 km westlich der Stadt, das mit europäischen Fördermitteln aufwendig für den Tourismus restauriert wurde.

## Gliederung
Zur Landgemeinde Redzikowo gehören 33 Schulzenämter (sołectwa) und zwei Siedlungen (osiedla):
| - Bierkowo (Birkow) - Bruskowo Małe (Klein Brüskow) - Bruskowo Wielkie (Groß Brüskow) - Bukówka (Bukau) - Bydlino (Bedlin) - Gać (Gatz) - Gałęzinowo (Überlauf) - Głobino (Gumbin) - Grąsino (Granzin) - Jezierzyce (Jeseritz) - Karżcino (Karzin) - Krępa Słupska (Krampe) - Krzemienica (Steinwald) - Kukowo (Kuckow) - Kusowo (Kussow) - Lubuczewo (Lübzow) - Płaszewko (Plassow) - Redęcin (Reddentin) - Redzikowo (Reitz) | - Rogawica (Roggatz) - Siemianice (Schmaatz) - Stanięcino (Stantin) - Strzelinko (Klein Strellin) - Strzelino (Groß Strellin) - Swochowo-Niewierowo (Schwuchow und Nipnow) - Swołowo (Schwolow) - Warblewo (Warbelow) - Wielichowo (Friedrichsthal) - Wieszyno (Vessin) - Wiklino (Beckel) - Włynkówko (Neu Flinkow) - Włynkowo (Flinkow) - Wrzeście (Freist) und die Siedlungen - Jezierzyce-Osiedle („Jeseritz-Siedlung“) - Redzikowo-Osiedle („Reitz-Siedlung“) |

Kleinere Orte sind:
- Gać Leśna (Büchenhof), Gajki, Kępno (Kempen), Łękwica (Lankwitz), Łupiny (Lupinenfelde), Miednik (Medenick), Warblewko (Neu Warbelow), Wierzbięcin (Grünhagen) und Zamełowo.